# ستيفن كودمان
ستيفن كودمان هو ملحن كندي، ولد في 1796، وتوفي في 1852.